# جوایز بریت ۲۰۱۴
جوایز بریت ۲۰۱۴ (انگلیسی: 2014 Brit Awards) در ۱۹ فوریه ۲۰۱۴ برگزار شد. این سی و چهارمین دوره جوایز سالانه صنعت ضبط صدای بریتانیا بود. مراسم اهدای جوایز در ورزشگاه او۲ آرنا لندن لندن برگزار شد و توسط جیمز کوردن برای چهارمین سال متوالی میزبانی شد. الی گولدینگ با پنج نامزدی پیشتاز نامزدها بود. آرکتیک مانکیز و وان دایرکشن هر دو بیشترین جوایز را کسب کردند و هر کدام دو جایزه را از آن خود کردند.